# Thoralf Strømstad
 Thoralf Strømstad (ur. 13 stycznia 1897 w Fossum, zm. 10 stycznia 1984 w Oslo) – norweski narciarz klasyczny, specjalista kombinacji norweskiej i biegacz narciarski, dwukrotny medalista olimpijski.

## Kariera
Igrzyska olimpijskie w Chamonix w 1924 roku były pierwszymi i zarazem ostatnimi w jego karierze. Wywalczył tam srebrne medale w kombinacji oraz w biegu na 50 km techniką klasyczną, w obu przypadkach ulegając swemu rodakowi Thorleifowi Haugowi. Haug, który wygrał oba biegi narciarskie oraz zawody w kombinacji, zdobył także brązowy medal w skokach. Prawie 40 lat po igrzyskach Strømstad skontaktował się z norweskim historykiem Jacobem Vaage twierdząc, że w konkursie skoków (w którym Strømstad nie brał udziału) nota Hauga została błędnie obliczona i brązowy medal powinien trafić do reprezentanta Stanów Zjednoczonych Andersa Haugena, który zajął pierwotnie czwarte miejsce. W 1974 roku Międzynarodowy Komitet Olimpijski zdecydował odebrać medal nieżyjącemu już Haugowi i przekazać go reprezentantowi USA.
W 1916 roku wygrał kombinację norweską podczas Holmenkollen ski festival. W 1919 i 1922 roku był mistrzem Norwegii w biegu na 30 km. W 1923 r. otrzymał medal Holmenkollen.
Jego siostra Nora Strømstad reprezentowała Norwegię w narciarstwie alpejskim.

## Osiągnięcia w kombinacji norweskiej

### Igrzyska olimpijskie
| Miejsce | Dzień    | Rok  | Miejscowość | Konkurencja   | Wynik      | Strata     | Zwycięzca     |
| ------- | -------- | ---- | ----------- | ------------- | ---------- | ---------- | ------------- |
| 2.      | 4 lutego | 1924 | Chamonix    | Indywidualnie | 18,906 pkt | -0,687 pkt | Thorleif Haug |

## Osiągnięcia w biegach narciarskich

### Igrzyska olimpijskie
| Miejsce | Dzień       | Rok  | Miejscowość | Konkurencja             | Wynik     | Strata    | Zwycięzca     |
| ------- | ----------- | ---- | ----------- | ----------------------- | --------- | --------- | ------------- |
| 2.      | 30 stycznia | 1924 | Chamonix    | 50 km stylem klasycznym | 3:44:32 h | +1:51 min | Thorleif Haug |